# Перелік кавалерів Хреста Симона Петлюри (Б)
Ця сторінка — інформаційний реєстр. Див. також основні статті: Хрест Симона Петлюри та Перелік кавалерів Хреста Симона Петлюри.
В алфавітному порядку представлені всі відомі кавалери Хреста Симона Петлюри, чиї прізвища починаються з літери «Б». 
| №  | Фото | Ім'я                                 | Дата народження              | Місце народження                                                   | Дата смерті            | Місце смерті                                 | Звання                      | Підрозділ                                                                | № ордена |
| -- | ---- | ------------------------------------ | ---------------------------- | ------------------------------------------------------------------ | ---------------------- | -------------------------------------------- | --------------------------- | ------------------------------------------------------------------------ | -------- |
| 1  |      | Бабич Іван Дмитрович                 | 1900                         | Петрине, Херсонська губернія                                       | 22 листопада 1921      | Базар                                        | козак                       | 3-тя Залізна дивізія 4-та Київська дивізія                               | 2247     |
| 2  |      | Бабій Олекса                         | 14 березня 1893              | Жолоби                                                             | після 10 травня 1967   |                                              | Поручник                    |                                                                          | 3035     |
| 3  |      | Базильський Гаврило Макарович        | 25 березня 1880              | с. Соколівка Уманського повіту                                     | 17 жовтня 1937         |                                              | Генерал-хорунжий            |                                                                          | 651      |
| 4  |      | Байлюк Ієронім                       | 27 серпня 1897               | м-ко Скала-Подільська                                              | 15 листопада 1963      | Прага, Чехія                                 | Стрілець                    | Українські січові стрільці, Українська Галицька армія, Армія УНР         |          |
| 5  |      | Бакало Олекса Олександрович          | 11 лютого 1895               | Гульськ                                                            | після 10 червня 1922   |                                              | Сотник                      |                                                                          | 1839     |
| 6  |      | Балабан Яків Андрійович              | 23 вересня 1898              | Писарівка-Волоська                                                 | 6 березня 1978         | Нью-Йорк                                     | Хорунжий                    |                                                                          | 3122     |
| 7  |      | Барвінський Борис Федорович          | 23 жовтня 1888               | с.Грищинці, Канівський повіт, Київська губернія, Російська імперія | 4 січня 1980           | США                                          | Генерал-хорунжий            |                                                                          | 176      |
| 8  |      | Батута Олекса Митрофанович           | 17 березня 1900              | Кладьківка                                                         | після 17 лютого 1948   |                                              | Хорунжий                    | артилерія                                                                |          |
| 9  |      | Башинський Еспер Іванович            | 17 грудня 1878               | с. Ключевське Камчатської області                                  | після 1937             | Одюн-ле-Тіш, Франція                         | Генерал-хорунжий            | 2-га гарматна бригада 2-га Волинська стрілецька дивізія Армії УНР        | 215      |
| 10 |      | Безручко Марко Данилович             | 31 жовтня 1883               | Токмак, Мелітопольський повіт, Таврійська губернія                 | 10 лютого 1944         | Варшава, Генерал-губернаторство, Третій Рейх | Генерал-хорунжий            | Сухопутні війська                                                        | 328      |
| 11 |      | Бензик Михайло Семенович             | 1895                         | с. Чапліївка, Кролевецький повіт, Чернігівська губернія            |                        |                                              | Хорунжий                    | Кінний полк Чорних Запорожців                                            |          |
| 12 |      | Бережний Сидір Петрович              | 1889                         | Бахмач                                                             | 22 листопада 1921      | м. Базар                                     | Сотник                      | 4-та Київська стрілецька дивізія Армії УНР                               | 2018     |
| 13 |      | Битинський Микола Оверкович          | 24 листопада (6 грудня) 1893 | Літин на Поділлі                                                   | 24 грудня 1972         | Торонто                                      | Сотник                      | 2-й інженерний корпус (Вінниця); 1-й рекрутовий полк                     | 1016     |
| 14 |      | Альфред Бізанц                       | 15 листопада 1890            | с. Тернопілля                                                      | 1951                   | Владимирський централ, м. Владимир, Московія | Полковник                   | 7 бригада УГА                                                            |          |
| 15 |      | Білевич Йосип Донатович              | 9 жовтня 1866                | с. Дмитрово, Полоцького повіту, Вітебської губернії                | 16 жовтня 1942         | м. Краків, Польща                            | Генерал-хорунжий            | Учбовий запасний курінь 3-ї Залізної стрілецької дивізії                 | 162      |
| 16 |      | Білецький Євген Миколайович          | 9 жовтня 1866                | Райгородок Старобільського повіту Харківської губернії             | після 1945             |                                              | Генерал-хорунжий            | Начальник Тилу Армії УНР                                                 | 120      |
| 17 |      | Білецький Іван Омелькович            | 1898                         | Русалівка, Уманський повіт, Київська губернія                      | 22 листопада 1921      | м. Базар                                     | козак                       | 4-та Київська стрілецька дивізія Армії УНР                               | 2170     |
| 18 |      | Білинський Володимир                 | 15 липня 1898                | Бучаї                                                              | після 5 листопада 1966 |                                              |                             | Вищий Військовий Суд Української Армії                                   |          |
| 19 |      | Білогуб Дмитро Климович              | 1892                         | Хорол Полтавської губернії                                         | 1945                   |                                              | Підполковник                | Запорізький кінний полк ім. Костя Гордієнка                              | 89       |
| 20 |      | Білодуб Сава Микитович               | 12 січня 1888                | с. Мала Салтанівка Васильківського повіту Київської губернії       | після 1942             |                                              | Підполковник                | 17-й гарматний курінь 6-ї Січової дивізії                                | 180      |
| 21 |      | Білоус Антон Андрійович              | 17 грудня 1892               | Батурин                                                            | 6 квітня 1955          | Нью-Йорк                                     | старший лікарський помічник | 1-й сірожупанний полк                                                    | 939      |
| 22 |      | Богун Оникій Тимофійович             | 8 квітня 1879                | с. Білоусівка, Лохвицького повіту Полтавської губернії             | 7 вересня 1937         | Острог                                       | адміністративний старшина   |                                                                          | 512      |
| 23 |      | Бойко Олександр Матвійович           | 15 вересня 1895              | Київ                                                               | 18 квітня 1967         | США                                          | Сотник                      | 1-й курінь Київських січових стрільців                                   | 3229     |
| 24 |      | Болдирів Олександр Іванович          | 28 вересня 1892              | м. Слов'янськ, Катеринославської губернії                          | 11 серпня 1964         | Німеччина                                    | Підполковник                | 8-й Запорізький курінь ім. І. Богуна 3-ї бригади 1-ї Запорізької дивізії | 3179     |
| 25 |      | Бондар Петро Онисимович              | 1901                         | с.Кам'яне, Савранська волость, Балтський повіт                     | 22 листопада 1921      | м. Базар                                     | козак                       | 4-та Київська стрілецька дивізія Армії УНР                               | 2230     |
| 26 |      | Бондаренко Оверко Ісакович           | 1890                         | Синиця, Канівський повіт, Київська губернія                        | 22 листопада 1921      | м. Базар                                     | козак                       | 2-й курінь 4-ї бригади 4-ї Київської дивізії                             | 2166     |
| 27 |      | Борис Франц Якович                   | 16 липня 1896                | м. Станіслав                                                       | 1944                   | Волинь                                       | Сотник                      | полк Січових стрільців 1-ї Січової дивізії військ Директорії             | 2392     |
| 28 |      | Борисенко Денис Петрович             | 1888                         | с. Горнянка, Ніжинський повіт, Чернігівська губернія               | 22 листопада 1921      | м. Базар                                     | скарбник                    | 4-та Київська стрілецька дивізія Армії УНР                               | 2049     |
| 29 |      | Бородайко Корнило                    | 23 березня 1897              | Вулька                                                             | після 16 травня 1993   | Чикаго                                       | Хорунжий                    | Запорозький корпус                                                       | 1269     |
| 30 |      | Браславський Антон Якимович          | 7 грудня 1899                | Ямпільський повіт, Подільська губернія                             | 22 листопада 1921      | м. Базар                                     | козак                       | 4-та Київська стрілецька дивізія Армії УНР                               | 2283     |
| 31 |      | Буєвський-Брунгоф Микола Онуфрійович | 12 квітня 1888               | Черкаси                                                            | після 1936             |                                              | Підполковник                | артилерія Армії УНР                                                      | 1560     |
| 32 |      | Бузун Данило Савелійович             | 11 грудня 1893               | Матіївка, Конотопський повіт, Чернігівська губернія                | 22 листопада 1921      | м. Базар                                     | козак                       | 4-та Київська стрілецька дивізія Армії УНР                               | 2205     |
| 33 |      | Бурківський Олександр Оттович        | 19 лютого 1874               | Рівне, Волинь                                                      | 31 серпня 1921         | c. Пикуличі, Польща                          | Генерал-хорунжий            |                                                                          | 265      |
| 34 |      | Буткевич Леонід                      | 1900                         |                                                                    | 30 жовтня 1980         | США                                          | Хорунжий                    | 1-ша Запорізька дивізія Армії УНР                                        | 627      |